# Festival de Eurovisión de Jóvenes Músicos 1990
La V edición del Festival de Eurovisión de Jóvenes Músicos se celebró en el Musikverein de Viena (Austria) el 29 de mayo de 1990.
18 países estaban interesados en participar este año en el certamen, pero solo 5 de ellos consiguieron clasificarse para participar en esta edición. La Austrian Radio Symphony Orchestra fue la encargada de acompañar a los participantes en sus actuaciones bajo la dirección de Pinchas Steinberg.
El ganador de esta edición fue Nick van Oosterum tocando el piano y representando a Países Bajos.

## Ronda preliminar
| - Chipre - Dinamarca - España - Finlandia - Grecia - Irlanda - Italia |  | - Noruega - Portugal - Reino Unido - Suecia - Suiza - Yugoslavia |  |

## Participantes y Clasificación
| Posición | País y TV          | Representante       | Instrumento |
| -------- | ------------------ | ------------------- | ----------- |
| 1        | Países Bajos NOS   | Niek van Oosterum   | Piano       |
| 2        | Alemania ZDF       | Koh Gabriel Kameda  | Violín      |
| 3        | Bélgica VRT / RTBF | Christophe Delporte | Acordeón    |
| -        | Austria ORF        | Christine Heeger    | Piano       |
| -        | Francia France 3   | Anne Gastinel       | Violonchelo |

## Predecesor y sucesor
| Predecesor: Ámsterdam 1988 | Festival de Eurovisión de Jóvenes Músicos Viena 1990 | Sucesor: Bruselas 1992 |